# ميشيل أكينو
ميشيل أكينو (بالإنجليزية: Michele Aquino)‏ (11 سبتمبر 1989 في إيطاليا - ) هو لاعب كرة قدم أمريكي في مركز الوسط. لعب مع F.C. New York ‏ وLong Island Academy ‏.

## وصلات خارجية
- ميشيل أكينو على موقع قاعدة بيانات كرة القدم.إي يو (الإنجليزية)